# 奥古斯特·埃马努埃尔·冯·罗伊斯
奥古斯特·埃马努埃尔·鲁道夫·冯·罗伊斯（德语：August Emanuel Rudolph von Reuss，1811年7月8日 - 1873年11月26日），奥地利地质学家和古生物学家，是弗朗茨·安布罗修斯·罗伊斯的儿子，也是眼科医生奥古斯特·利奥波德·冯·罗伊斯的父亲。他接受过医学专业教育，1834年毕业于布拉格大学，之后在Bílinská Kyselka（Biliner Sauerbrunn）水疗中心执业十五年。
他的业余时间致力于矿物学和地质学，他的研究成果发表在（1840–1844）和（1845–1846）。在1849年，他放弃了行医，成为布拉格大学的矿物学教授。在那里，他建立了一个精美的矿物学收藏，并成为第一位地质学讲师。
1863年，他被任命为维也纳大学矿物学教授。他调查了戈绍的白垩纪动物群，研究了甲壳动物，包括昆虫纲、珊瑚、苔藓虫，尤其是各种地质构造和国家的有孔虫。他于1873年11月26日在维也纳去世。